# Albert Brenner (Architekt)

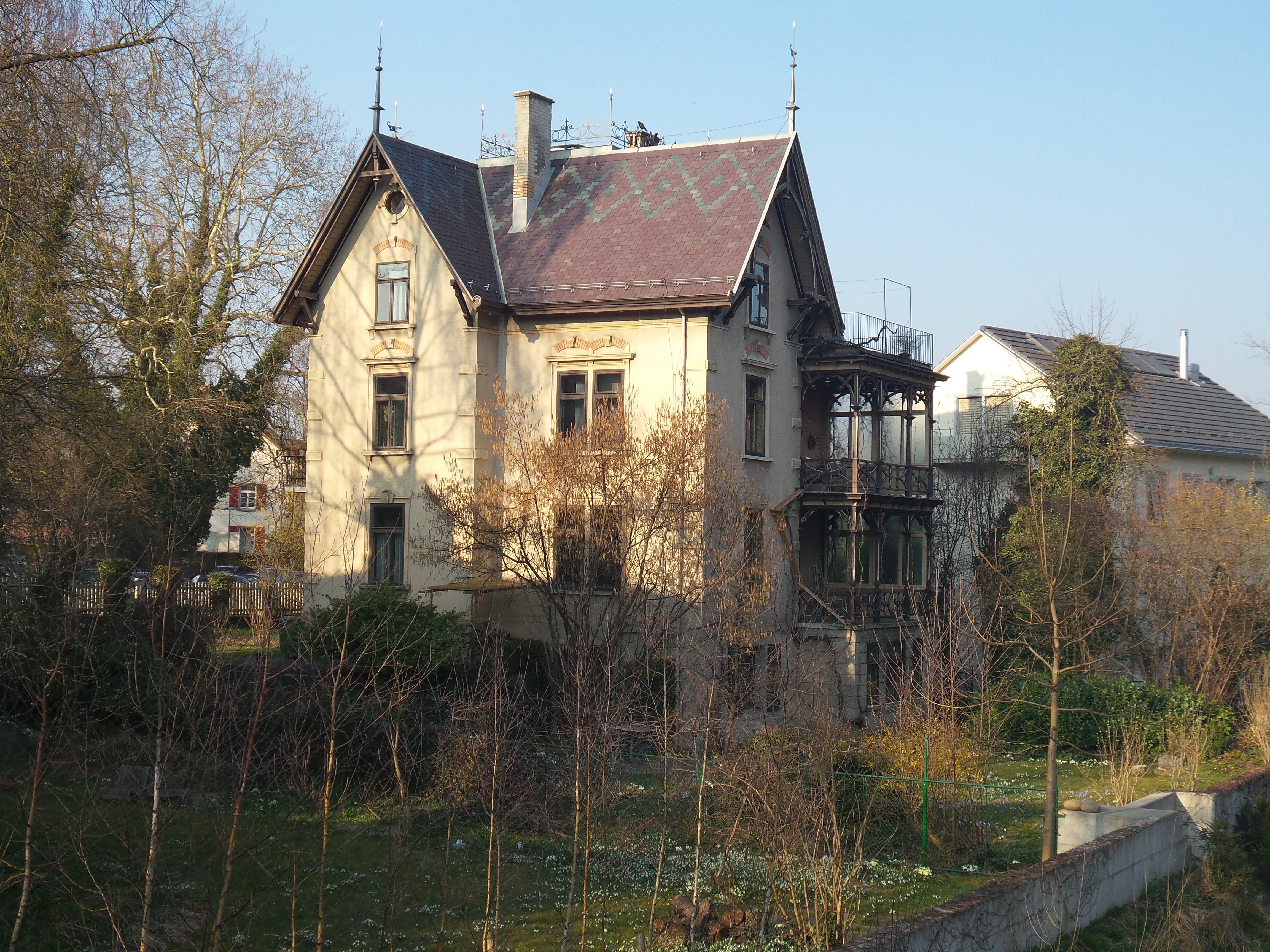
Die eigene Villa, erbaut 1900

Albert Brenner (* 21. September 1860 in Kurzdorf; † 23. Januar 1938 in Frauenfeld) war ein Schweizer Architekt.

## Biografie

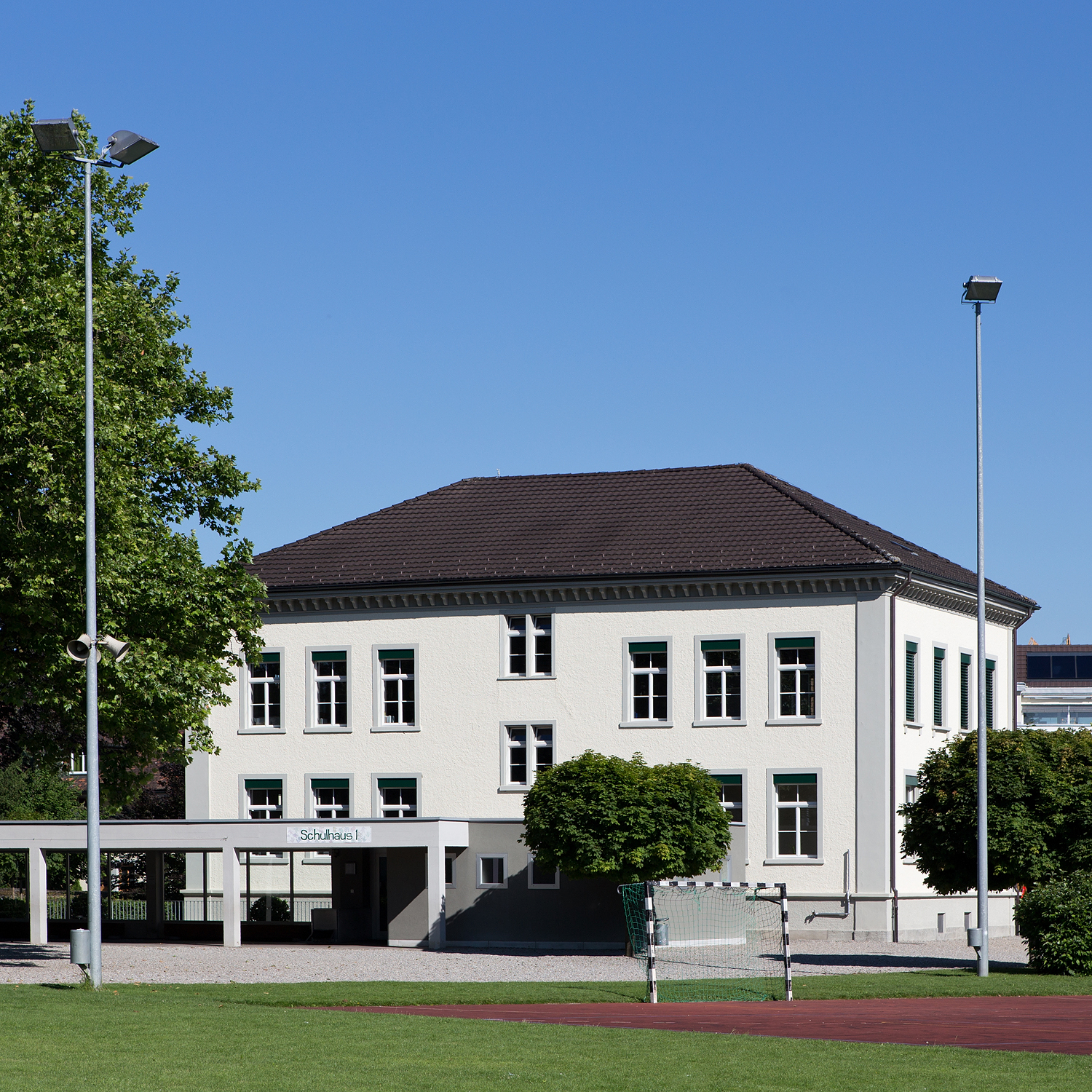
Das Schulhaus von Münchwilen, 1886, mit späteren Umbauten

Brenner studierte am Technikum Winterthur. Nach ersten Berufserfahrungen bei seinem Vater, dem Architekten Johann Joachim Brenner, ging er nach Lausanne, wo er bei Benjamin Recordon und Gustav Gull arbeitete. Schon 1886 musste er nach dem frühen Tod des Vaters heimkehren und dessen Büro übernehmen. Brenner übernahm dabei offenbar nahtlos die Aufträge seines Vaters, so ist sein erster Bau, das Schulhaus in Münchwilen (1886) den letzten Schulhäusern Johann Joachim Brenners, vor allem dem wenig älteren Schulhaus in Zihlschlacht, erstaunlich ähnlich. Anfangs war er, wie sein Vater, meist einem Spätklassizismus verpflichtet, verwendete aber auch Elemente des Schweizer Holzstils. Nach 1900 wandte er sich mehr und mehr neuen Bauformen, nämlich dem Heimatstil, zu.
Mit Walter Stutz (* 12. August 1878; † 7. Juni 1955), der ab 1899 sein Mitarbeiter war, ging er 1907 eine Partnerschaft ein.
Das Büro Brenner und Stutz bestand dann bis zu Brenners Lebensende. Es prägte das Baugeschehen des Thurgau bis in die 1930er-Jahre mit und schuf dabei öffentliche Gebäude wie die Kantonalbanken von Weinfelden (1896) und Amriswil (1908), Bildungsbauten wie die Sekundarschulhäuser von Dozwil (1907) und Bischofszell (1909), Primarschulhaus Diessenhofen (1909) und das Kantonsschulhaus in Frauenfeld (1911), Industrie- und Gewerbebauten wie eine mechanische Stickerei in Münchwilen (1904), das Eisenwerk (1909) und die Schifflistickerei (1909) in Frauenfeld, das Schalt- und Prüfamt in Kurzdorf (1918). Dazu kamen die Kirchen St. Johann Baptist in Frauenfeld (1915–1916) und die Ausführung der evangelischen Stadtkirche (1927–1929) nach Plänen von H. Wiesmann. Gegen Ende seiner beruflichen Laufbahn baute er den Südflügel des Frauenfelder Regierungsgebäudes (1935–1936).
Brenner war im Ersten Weltkrieg als Oberst Kommandant der Festung Murten, von 1919 bis 1931 Gemeinderat in Frauenfeld. Von 1914 bis 1932 war er thurgauischer Grossrat, dabei arbeitete er unter anderem an der Formulierung des kantonalen Baugesetzes mit.
Seine Enkelin ist die Schweizer Innenarchitektin Trix Haussmann-Högl.

## Belege
1. ↑  Gabriela Güntert: Sie bauten den Thurgau: Die Architekten Brenner. Huber, Frauenfeld 2004. ISBN 3-7193-1369-7, S. 74–75
2. ↑  Gabriela Güntert: Sie bauten den Thurgau: Die Architekten Brenner. Huber, Frauenfeld 2004. ISBN 3-7193-1369-7, S. 14–15
3. ↑  O. Thalmann: † Walter Stutz. In: Schweizerische Bauzeitung. Band 73, Nr. 44, 1955, S. 702 (online).
4. ↑  Gabriela Güntert: Sie bauten den Thurgau: Die Architekten Brenner. Huber, Frauenfeld 2004. ISBN 3-7193-1369-7, S. 14–15

| Personendaten    | Personendaten       |
| ---------------- | ------------------- |
| NAME             | Brenner, Albert     |
| KURZBESCHREIBUNG | Schweizer Architekt |
| GEBURTSDATUM     | 21. September 1860  |
| GEBURTSORT       | Kurzdorf            |
| STERBEDATUM      | 23. Januar 1938     |
| STERBEORT        | Frauenfeld          |